# Kalaznó
Kalaznó (dt.: Gallaß) ist eine ungarische Gemeinde im Kreis Tamási im Komitat Tolna. Sie liegt an dem kleinen Fluss Donát-patak, vier Kilometer östlich der Großgemeinde Hőgyész.

## Sehenswürdigkeiten
- Evangelische Kirche, erbaut 1787–1790, restauriert 1991
- Heimatkundliche Sammlung (Helytörténeti Gyűjtemény és Kiállítás)
- Römisch-katholische Kapelle Jézus Szíve, erbaut 1945

## Verkehr
Kalaznó ist nur über die Nebenstraße Nr. 63127 zu erreichen. Der nächstgelegene Bahnhof befindet sich nordwestlich in Szakály.

## Söhne und Töchter der Gemeinde
- Thomas Köves-Zulauf (1923–2022), deutscher Klassischer Philologe und Religionswissenschaftler
- Béla Halász (1927–2019), Anatom und Endokrinologe